# 王学仲艺术馆
王学仲艺术馆位于山东滕州，取中国诗人、书画家王学仲之名。

## 历史
该馆1987年3月奠基，1988年3月落成，佔地0.196公顷，建筑面积1250平方米。该馆以其书画展示、学术研究、艺术交流于一体的功能特点被誉为“江北兰亭”。
2012年6月，滕州市美术馆成立，並且与王学仲艺术馆一馆两牌。

## 参看
- 王学仲艺术研究所
- 王学仲